# Gastronomía de Aguascalientes
La gastronomía aguascalentense o hidrocálida se refiere a la tradición culinaria del estado de Aguascalientes, en el centro norte de México. Su cocina regional está muy influenciada por otras de la región de El Bajío, y también se encuentran muchos platillos típicos de la cocina jalisciense, como la birria, el pozole, el menudo, el puchero o la barbacoa.

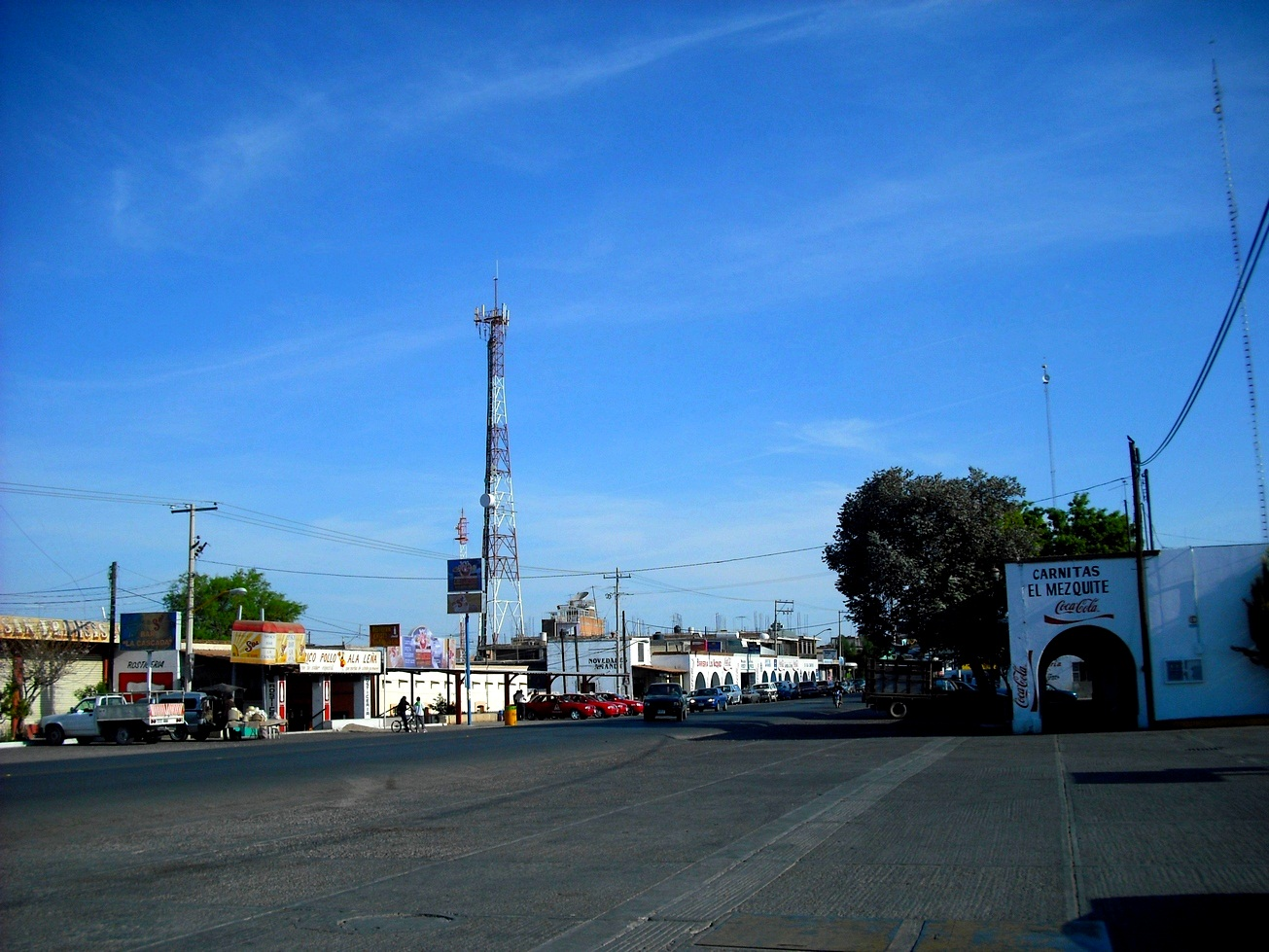
Establecimientos de carnitas en San Francisco de los Romo, mejor conocido por el hipocorístico "San Pancho".

## Platillos típicos
En la ciudad homónima capital pueden encontrarse una gran variedad de platillos. Son típicos los establecimientos conocidos como cenadurías, donde, como su nombre lo indica, se ofrecen antojitos para la hora de la comida. En estos lugares pueden encontrarse las tradicionales flautas, tacos dorados, las enchiladas muy típicas del estado, acompañadas con encurtidos de cerdo y verduras. También ofrecen tamales, atoles, tostadas, pozole, sopes y demás. Existe, también en la capital, el tradicional mercado Juárez, donde pueden encontrarse las mejores birrierías del estado. Es una tradición gastronómica que el menudo sea desayunado los sábados o domingos. Son también de gran difusión los tacos de colores, que lo son de guisados muy variados.
El municipio de Jesús María es famoso por sus gorditas chiqueadas, rellenas de guisos como chicharrón, tinga, moronga, frijoles, chile relleno, mole, arroz, etc. Se pueden encontrar puestos en los portales de su plaza principal.
El municipio de San Francisco de los Romo posee una gran tradición en la elaboración de carnitas, donde se puede encontrar buche, nana, costilla, chamorro, maciza, patitas, y demás delicias acompañadas de tortillas de comal y salsas como guacamole, pico de gallo, de tomatillo, etc.
En Calvillo son famosas sus preparaciones con la guayaba, al ser uno de los productos propios de la región. Se pueden encontrar ates, dulces, pasteles, mermeladas y licores de dicho fruto. Debido a la presencias de presas, son ya típicos los restaurantes de mariscos.
En la capital, si bien es habitual encontrar puestos de todo lo anterior, la joya de la corona es la "torta de albañil". Bolillo relleno con crema, cuerito y chile jalapeño curtido. En verdad un deleite al paladar por lo sencillo de su preparación pero complejo en sus sabores y texturas. La acidez del vinagre combinado con lo lechoso de la crema y azucarado del bolillo crea una sensación de bienestar en el alma de todo hidrocálido.
- Chaskas, que es el nombre que reciben en Aguascalientes los esquites. Hay dos versiones populares del origen de este nombre, aunque ninguna cuenta con investigación suficiente que le respalde. La primera cuenta que un grupo de niños y adolescentes observaron a un hombre desgranando elotes, se acercaron a preguntarle qué estaba haciendo y respondió con las onomatopeyas "chas" "cuaz". Esto se popularizó tanto que con el tiempo al elote desgrandado, le llamaron así.[2] La segunda cuenta que la marca de alimentos congelados "La Huerta" nombró así a su producto en los 70's. El nombre se popularizó a tal grado, que terminó por vulgarizar la marca. (marca vulgarizada).[3]

- Burritos de Pabellón de Arteaga, tacos rellenos con diferentes guisos variados, y hechos con tortillas de harina.
- Esmeriles, pequeñas gorditas de maíz fritas con relleno de puré de papa condimentado con un sofrito de jitomate y cebolla, también pueden rellenarse de frijoles refritos o rajas. Comúnmente se acompañan con una salsa de jitomate, col blanca desflemada, encurtidos como cueritos y zanahorias y también se suele agregar salsa picante.[4] Los esmeriles eran vendidos en carritos ambulantes, tienen especial conexión con la afición cinematográfica pues eran vendidos afuera de los antiguos cines locales "Colonial" y "Rex".[5]

## Panadería
En cuanto a la panadería, Aguascalientes cuenta con una enorme tradición. El pan es un elemento muy presente a la hora del desayuno o de la comida, tanto dulce como salado. Son panes dulces típicos las cemitas, las sanjuaneras, los ladrillos, los puerquitos, los chamucos, las coronas (o cachuchas), las conchas, los calvitos, el bolillo (que los hay también de nata y de manteca), así como las gorditas de nata. Resaltan los condoches, que son elaborados en hornos de barro o piedra a la leña.

## Bebidas
- Colonche, bebida de tuna roja fermentada.
- Tejuino, tipo de cerveza de maíz blanco.
- Uvate, bebida de uvas, azúcar y canela.